# Lepidodasys unicarenatus
Lepidodasys unicarenatus is een buikharige uit de familie Lepidodasyidae. Het dier komt uit het geslacht Lepidodasys. Lepidodasys unicarenatus werd in 1994 voor het eerst wetenschappelijk beschreven door Balsamo, Fregni & Tongiorgi. 